# Ernesto Casimiro I, Conde de Nassau-Dietz
O príncipe Ernesto Casimiro I de Nassau-Dietz (22 de Dezembro de 1573 - 2 de Junho de 1632) foi conde de Nassau-Dietz e stadholder de Frísia, Groninga e Drente.

## Família
Ernesto era o décimo primeiro dos doze filhos do conde João VI de Nassau-Dillenburg e da condessa Isabel de Leuchtenberg. Os seus avós paternos eram o conde Guilherme I de Nassau-Dillenburg e da princesa Juliana de Stolberg-Wernigerode. Os seus avós maternos eram o conde Jorge de Leuchtenberg e a princesa Barbara de Hohenzollern. Um dos seus tios paternos eram o príncipe Guilherme I de Orange.

## Biografia
Após a morte do seu pai, o condado de Nassau foi dividido entre os seus cinco filhos sobreviventes.
Ernesto é principalmente conhecido pelos seus excelentes serviços durante a Guerra dos Oitenta Anos. Prestou serviço militar sob as ordens do príncipe Maurício de Orange, no cerco das cidades de Steenwijk e Oldenzaal, e de Frederico Henrique de Orange durante o Cerco de Groenlo em 1627 e o Cerco de 's-Hertogenbosch. Como stadholder de Groninga fundou a fortaleza de Nieuweschans em 1628. Apesar de ter poucas posses em Frísia, era muito popular lá e a sua população acabou por eleger o seu filho como herdeiro para governar depois da sua morte.

## Morte
Ernesto foi morto por uma bala durante o Cerco de Roermond enquanto inspeccionava as trincheiras em Junho de 1632. O seu filho, Henrique Casimiro I sucedeu-o como conde de Nassau-Dietz e stadholder de Frísia, Groninga e Drente.

## Casamento e descendência
Ernesto Casimiro casou-se no dia 8 de Junho de 1607 com a princesa Sofia Hedwig de Brunswick-Lüneburg. Tiveram os seguintes filhos:
- filha natimorta (1608);
- filho natimorto(1609);
- filho natimorto (1610);
- Henrique Casimiro I de Nassau-Dietz (1612-1640); morto em combate na Batalha de Hulst aos vinte e oito anos; sem descendência;
- Guilherme Frederico de Nassau-Dietz (1613-1664), casado com a princesa Albertina Inês de Orange-Nassau; com descendência;
- Isabel de Nassau-Dietz (25 de Julho de 1614 - 18 de Setembro de 1614);
- João Ernesto de Nassau-Dietz (29 de Março de 1617 - Maio de 1617);
- Maurício de Nassau-Dietz (21 de Fevereiro de 1619 - 18 de Setembro de 1628);
- Isabel Friso de Nassau-Dietz (25 de Novembro de 1620 - 20 de Setembro de 1628).